# Мазхар Раслан

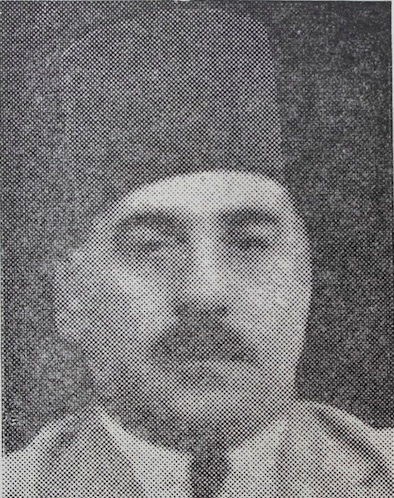

Мазхар Раслан (араб. مظهر رسلان‎) — премьер-министр Трансиордании (с 15 августа 1921 по 10 марта 1922 года и с 1 февраля по 5 сентября 1923 года).
Раслан был членом Арабской партии независимости и сторонником объединения арабских стран в Великую Сирию.